# NGC 5274
NGC 5274 este o galaxie eliptică situată în constelația Câinii de Vânătoare. A fost descoperită în 25 mai 1881 de către Édouard Stephan⁠(d). Se află la o distanță de 134,28 de megaparseci de Pământ.